# Алфен-ан-ден-Рейн (місто)
Алфен-ан-ден-Рейн (нід. Alphen aan den Rijn) — найбільше місто та адміністративний центр однойменного муніципалітету, провінція Південна Голландія, Нідерланди. Розташоване на берегах річки Ауде-Рейн, у регіоні Groene Hart (укр. «Зелене серце») — сільськогосподарському і відносно малонаселеній частині конурбації Рандстад.

## Адміністративний поділ
Алфен-ан-ден-Рейн ділиться на такі райони:
- Аудсгорн (нід. Oudshoorn), індекс — 2401,
- Ріддервелд (нід. Ridderveld), індекс — 2402
- Зегерслот (нід. Zegersloot), індекс — 2403
- Горн (нід. Hoorn), індекс — 2404,
- Хоге Зейде (нід. Hoge Zijde), індекс — 2405,
- Лаге Зейде (нід. Lage Zijde), індекс — 2406,
- Стектерпольдер (нід. Steekterpolder), індекс — 2407,
- Керк-ен-Занен (нід. Kerk en Zanen), індекс — 2408
- Рітвелд (нід. Rietveld), індекс — 2409.

Ці райони також поділяються на дільниці, деякі з яких, однак, існують неофіційно. Наприклад:
- Het Groene dorp (укр. Зелене село) — назва походить від пофарбованих у зелений колір будинків у цій дільниці.
- Het Rode dorp (укр. Червоне село) — назва походить від червоних череп'яних дахів у цій дільниці. Ця та попередня дільниці виникли біля черепичної фабрики.
- Het Dorp (укр. «Село») — неофіційна назва центральної частини міста.

Найновішим районом є Керк-ен-Занен, зведений у 2007 році.

## Історія
Землі навколо Алфен-ан-ден-Рейну заселені вже близько 2 000 років. За античних часів Ауде-Рейн, який протікає через сучасне місто, був основним рукавом Рейну та північним кордоном Римської імперії. Починаючи з часів правління імператора Клавдія (41-54 роки н. е.), тут базувалися римські війська, які звели вздовж Ауде-Рейну низку фортів-кастеллумів. Від одного з таких фортів, Albanianae (укр. «Поселення на білій воді»), можливо, походить і назва міста. Також римляни звели перший у цій місцевості міст через Ауде-Рейн, внаслідок чого Алфен-ан-ден-Рейн на деякий час став важливим торговим центром, проте у 240-х роках через набіги германців поселення занепало.
У Середньовіччі Алфен був феодальним доменом і мав назву Алфен-ен-Рітвелд (нід. Alphen en Rietveld).
У XVIII столітті Алфен знову стає важливим центром торгівлі, а на Ауде-Рейні розвивається комерційне судноплавство.
У 1918 році місто Алфен-ан-ден-Рейн стало адміністративним центром однойменного муніципалітету, який надалі кілька разів збільшував свою площу за рахунок приєднання сусідніх муніципалітетів.

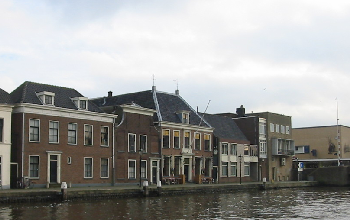
Будинки на набережній Ауде-Рейна

До Другої світової війни в Алфені мешкала невелика (станом на 1930 рік — 55 осіб) єврейська громада. Після окупації Нідерландів нацистами більшість євреїв Алфена у жовтні 1942 року депортували та знищили у концтаборах, вижило лише кілька осіб, що переховувалися у підпіллі. Після війни єврейська громада перебралася до Лейдена. Єврейський цвинтар, заснований 1802 року, у 1964 році закрили, рештки поховань перенесли на аналогічний цвинтар в Катвейку. Приміщення синагоги зайняла ремонстрантська церква; у 1980 році тут під час ремонту дерев'яної підлоги у тайнику знайшли свічник-менору (перевезена 1991 року до музею Яд Вашем в Єрусалимі). У 2012 році на місці закинутого єврейського цвинтаря влаштували міський парк та встановили меморіал євреям, що загинули від рук нацистів.
2 червня 1947 року у місті був проведений третій тур Матчу за титул чемпіона світу із міжнародних шашок між П'єром Гестемом і Рейніром Корнелісом Келлером.
У 1950-х роках місто почало швидко зростати. На півночі був зведений великий житловий масив із багатоквартирними будинками, який через свою забудову отримав неофіційну назву Die Flats — укр. «Квартири». З 1990-х років почав будуватися аналогічний масив, названий Керк-ен-Занен, на півдні міста. Сучасний Алфен-ан-ден-Рейн є містом-супутником, більшість мешканців працюють або навчаються у сусідніх великих містах, таких як Утрехт або Лейден. З недавніх часів Алфен почав оновлюватися: будинки, зведені у 1950-х роках і раніше, зруйнували задля новобудов, були створені нові пішохідні зони та вулиці, рекреаційна зона вздовж набережної Ауде-Рейна, зведені нові театри, кінотеатри та інші культурно-мистецькі заклади.
Порівняно невелике місто Алфен-ан-ден-Рейн кілька разів потрапляло у загальнонаціональні та світові новини. Так, наприкінці 1980-х років на міському сміттєзвалищі у Купепольдері виявили надмірний об'єм отруйних речовин, які виділилися із сміття. Ціною великих зусиль вдалося не допустити проникнення токсинів у ґрунтові води, а місто деякий час називали Afval aan de Rijn — укр. «Смітник-на-Рейні». 9 квітня 2011 року у місті стався один із найгучніших злочинів у Нідерландах: 25-річний Тристан ван дер Вліс із гвинтівки розстріляв людей біля торговельного центру «Ріддерхоф», внаслідок чого загинуло 7 осіб (у тому числі і сам стрілець) та 17 — отримали поранення. 3 серпня 2015 року два крани, що під час ремонту моста Конінгін-Юліанабрюг встановлювали секцію моста, впали з понтонів, на яких трималися, та пошкодили чотири будинки на набережній Хофтстрат; жертв серед населення не було.

## Культура

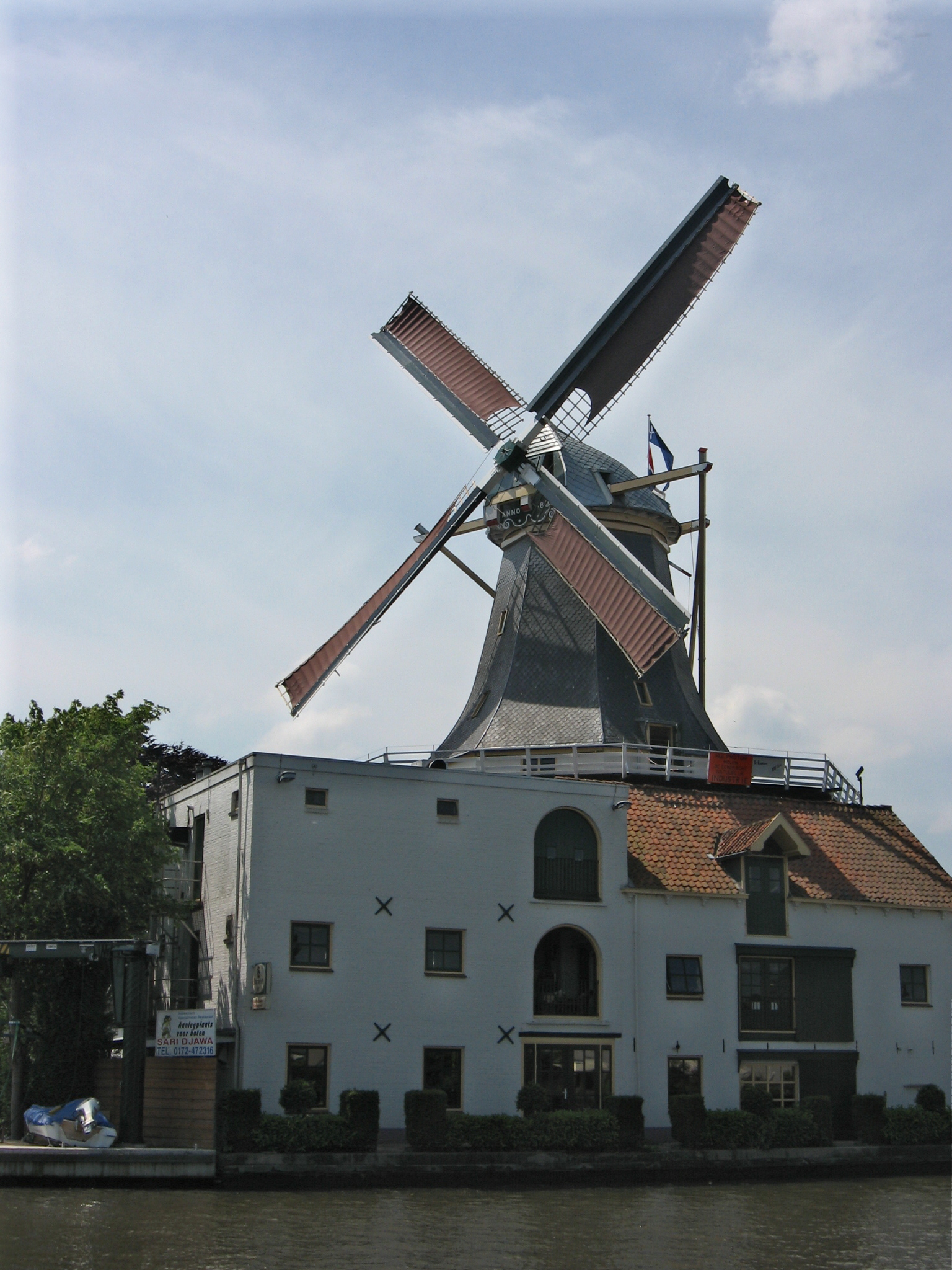
Вітряк De Eendracht

У місті Алфен-ан-ден-Рейн розташована 51 національна пам'ятка, серед них:
- церква, зведена у 1663—1665 роках;
- церква святого Боніфація (1886 р.);
- вітряки Steektermolen (1597 р.), De Dikke Molen (1674 р.), De Eendracht (1752 р.), Vrouwgeestmolen (1797 р.) та Вітряк № 3 (1823 р.);
- численні селянські садиби XVIII—XIX століть;
- каплиця графів Де Смет ван Алфен, зведена 1773 року;
- міст Gouwesluisbrug (1937—1938) та ін.

У місті проводяться численні фестивалі, також діють парк птахів «Авіфауна» та тематичний парк «Археон», присвячений давньоримській добі.

## Економіка
В Алфен-ан-ден-Рейні розташований головний офіс міжнародної компанії «Wolters Kluwer», яка працює у сферах інформаційних послуг та видавництва.

## Транспорт
Через місто пролягають такі автошляхи:
- N11 (Лейден — Алфен-ан-ден-Рейн — Бодегравен);
- N207 (Бергамбахт — Гауда — Алфен-ан-ден-Рейн — Леймейден — Гіллегом);
- N231 (Алфен-ан-ден-Рейн — Ньїввен — Алсмер — Схіпгол-Ост);
- N460 (Алфен-ан-ден-Рейн — Тер-Ар).

У 1878 році Алфен-ан-ден-Рейн з'єднався залізницею з Лейденом та Вурденом, а з 1934 року діє також лінія на Гауду. У 1915—1936 роках існувала лінія з Вітгорна через Ньївкоп до Алфена, яка була частиною так званої Харлеммермерської залізниці.
Міський транспорт представлений розгалуженою мережею автобусних маршрутів, які обслуговує компанія Arriva. Окрім районів міста, ці маршрути сполучають Алфен-ан-ден-Рейн із іншими населеними пунктами муніципалітету, сусідніми містами Лейден, Зутермер і Гаага, а також аеропортом Схіпгол.

## Видатні мешканці
- Джон Гейтінга — нідерландський футболіст, захисник амстердамського «Аякса» та національної збірної Нідерландів. Народився в Алфен-ан-ден-Рейні.

## Міста-побратими
- ПАР — Оудсхорн.